# Боніфацій I
Святи́й Боніфацій I (лат. Bonifacius; ? — 4 вересня 422, Рим, Західна Римська імперія) — сорок другий папа Римський (28 грудня 418—4 вересня 422), за походженням римлянин. Був сучасником Святого Августина, який часто присвячував папі свої твори.

## З життєпису
Після смерті Зосими одна частина духовенства та вірних бажали обрати папою Боніфація, інша підтримувала Евлалія. Римський імператор Гонорій видав наказ, яким вислав обох претендентів за межі Риму. Проте, Евлалій бажаючи відсвяткувати Великдень 418 року, повернувся до Риму, за що був повторно звідти висланий. Тому, папою було визнано Боніфація, який під час свого понтифаікату продовжив боротьбу з пелагіонізмом.